# Baños de Tolhuaca
Los baños de Tolhuaca son fuentes termales ubicadas en la cuenca del río Imperial que queda en la Región de La Araucanía de Chile.

## Historia
Luis Risopatrón lo describe en su Diccionario Jeográfico de Chile de 1924:: 886 
Tolguaca (Baños de). 38° 14' 71° 44' Son medicinales, de aguas sulfalacias sódicas, cloruradas i carbonatadas, que brotan, en gran abundancia, con 80° a 95° C de temperatura, a unos 1 200 m de altitud, en una gruta de 6 m de altura, por 10 m de ancho i 20 m de largo, en la que revienta un geyser de 15 centímetros de diámetro cuyas aguas tocan el techo en la base de un cerro poblado de pinos, de la márjen S del curso superior del rio Malleco; las aguas salen claras, pero se enturbian al poco rato i dejan precipitar el azufre. 63, p. 448; i CXLVI, p. 607; termas en 61, ci, p. 628; baños de Tolhuaca en 167; termas de Trolguaca en 156; de Trolhuaca en 134; baños termales en 120. p. 44; i termas Baños de Tolguaca en 68, P. 37.